# Катопуми
Катопумите (Catopuma) са род бозайници от семейство Коткови (Felidae). Представителите на рода са разпространени в Югоизточна Азия от Китай до Борнео.
Цветът на космената покривка варира от червено-кафяв и жълт до сив. За разлика от повечето видове котки при тях липсват петна. Теглото им варира от 5 да 16 kg. Те са предимно нощни животни, които предпочитат да ловуват на земята. Тяхна храна са дребни бозайници и други гръбначни животни.

## Видове
- Catopuma badia – Борнейска котка.
- Catopuma temminckii – Азиатска златна котка.